# San Lorenzo Nuovo
San Lorenzo Nuovo település Olaszországban, Viterbo megyében. Lakosainak száma 2011 fő (2023. január 1.). San Lorenzo Nuovo Acquapendente, Castel Giorgio, Bolsena és Grotte di Castro községekkel határos.

## Népesség
A település népessége az elmúlt években az alábbi módon változott:
| Lakosok száma | 2080 | 2131 | 2011 |
|               | 2017 | 2018 | 2023 |